# EN 12221
La EN 12221 Child use and care articles - Changing units for domestic use è una serie di norme tecniche europee, divisa in due parti, che disciplina i requisiti di sicurezza che devono avere i fasciatoi per uso domestico.
Entrambe le parti della EN 12221 sono sviluppate dal Technical Commettee CEN/TC 252 - Child care articles del Comitato europeo di normazione (CEN).

## Cronologia versioni
| Parti      | Cronologia versioni(*) |
| ---------- | --- |
| EN 12221-1 | EN 12221-1:1999 Changing units for domestic use- Part 1: Safety requirements EN 12221-1:2008 Changing units for domestic use- Part 1: Safety requirements EN 12221-1:2008+A1:2013 Child use and care articles - Changing units for domestic use - Part 1: Safety requirements |
| EN 12221-2 | EN 12221-2:1999 Changing units for domestic use - Part 2: Test methods EN 12221-2:2008 Changing units for domestic use - Part 2: Test methods EN 12221-2:2008+A1:2013 Child use and care articles - Changing units for domestic use - Part 2: Test methods                    |

(*) Nota: le norme indicate in grigio sono state ritirate.

## Contenuti
La norma EN 12221 definisce specifici test atti a ricercare potenziali pericoli per i prodotti per l'infanzia, che includono:
- problemi di stabilità
- fessure in cui il bambino potrebbe infilare le dita
- bordi taglienti o spigoli appuntiti
- piccole parti che possono staccarsi ed essere ingerite.

## Recepimenti
Le norme EN 12221-1 e EN 12221-2 sono recepite in Italia dalle norme  UNI EN 12221-1:2013 Articoli per puericultura - Fasciatoi per uso domestico - Parte 1: Requisiti di sicurezza e  UNI EN 12221-2:2013 Articoli per puericultura - Fasciatoi per uso domestico - Parte 2: Metodi di prova.